# Koloss von Rhodos

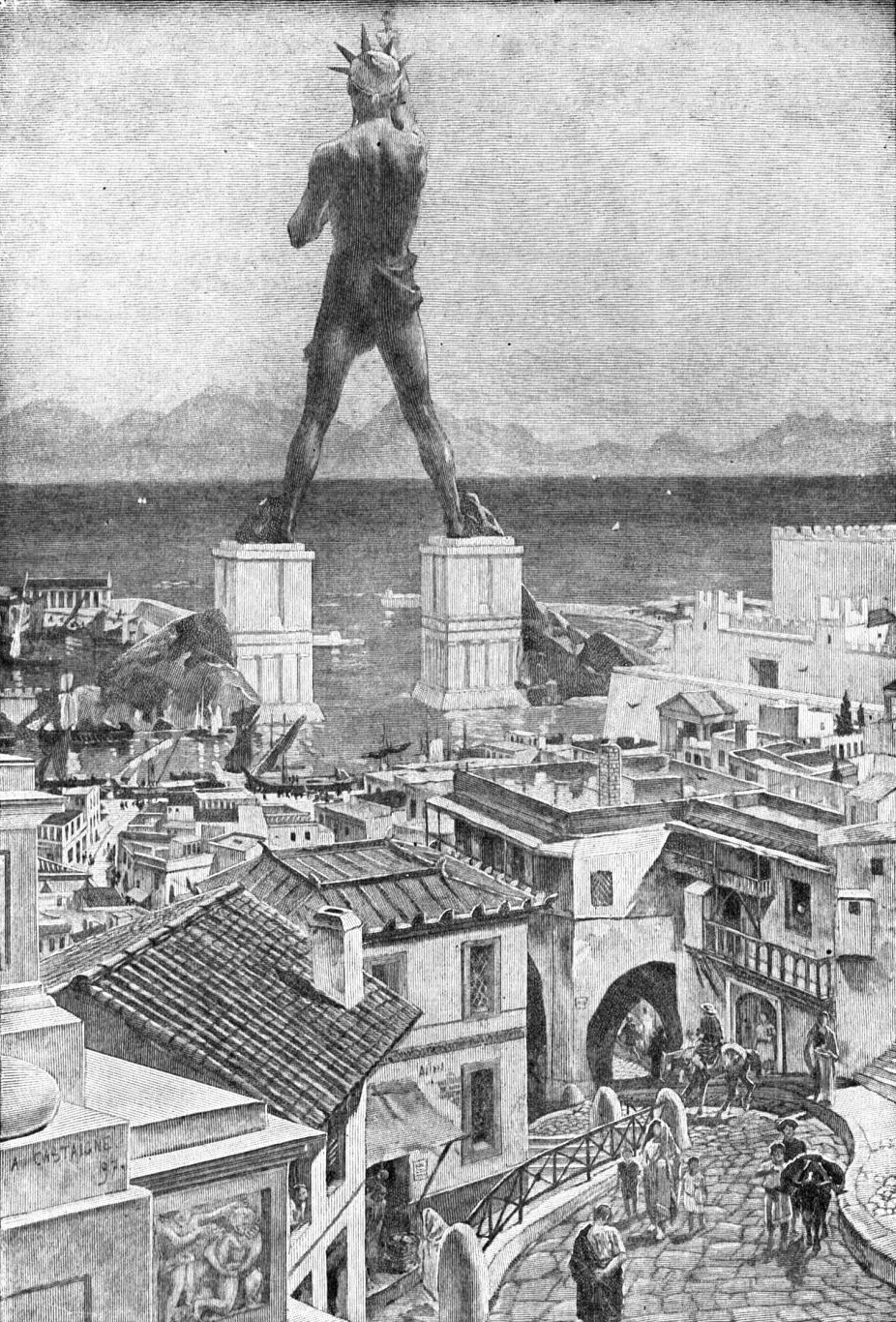
Illustration der Legende vom spreizbeinigen Koloss von Rhodos über der Hafeneinfahrt (im Book of Knowledge der Grolier Society, 1911)

Der Koloss von Rhodos war eine über 30 Meter hohe, monumentale Bronze-Statue des Sonnen- und Stadtgottes Helios (altgriechisch Ἥλιος), die etwa 292 v. Chr. nach zwölfjähriger Bauzeit vollendet und in der Inselhauptstadt Rhodos aufgestellt wurde. Die Kolossalstatue stürzte etwa 226/225 v. Chr. infolge eines Erdbebens um. Sie zählte bereits in der Antike zu den sieben Weltwundern.

## Vorgeschichte
Die große Statue des Helios wurde nach dem glücklichen Ausgang der Belagerung von Rhodos (305–304 v. Chr.) errichtet, die im Rahmen der Auseinandersetzungen zwischen den Nachfolgern Alexanders des Großen stattgefunden hatte. Aus historischer Sicht wäre der Sieg der Rhodier gegen den mächtigen Gegner Demetrios I. Poliorketes ohne die Unterstützung durch den griechischen Beherrscher von Ägypten, Ptolemaios I. Soter, kaum zustande gekommen. Die Rhodier selbst sahen das anders. Sie errichteten mehrere Monumente in der Stadt, die das Ereignis für die Nachwelt festhielten und feierten. Das mächtigste von ihnen war die kolossale Helios-Statue, die in das Hauptheiligtum der Stadt, das Helios-Heiligtum, gestellt und dort geweiht wurde.
Die Rhodier glaubten, der Sonnengott Helios, Schutzgott ihres Stadtstaates, habe sie auf wundersame Art vor der Eroberung durch Demetrios Poliorketes gerettet. Es sei Helios gewesen, der die Rhodier angewiesen habe, nachts einen verdeckten Graben zwischen der Stadtmauer und der neunstöckigen Hauptbelagerungsmaschine Helepolis (ἑλέπολις „Stadtzerstörerin“) zu ziehen. Als die Belagerungsmaschine am nächsten Morgen vorrückte, stürzte sie in diesen Graben und verschloss mit ihrem Turm eine bereits geschlagene Bresche in der Stadtmauer. Demetrios habe daraufhin die Belagerung der Stadt Rhodos aufgegeben und seine gesamten Belagerungsgeräte den Rhodiern hinterlassen. Den Erlös (300 Talente Silber, das sind etwa 9 Tonnen) hätten die Rhodier zur Finanzierung des Standbildes verwendet.

## Die Frage der Gusstechnik
Aus den antiken Textquellen geht eindeutig hervor, dass der Koloss von Rhodos aus gegossener Bronze bestand. Eine Höhe von 70 Ellen ist überliefert, das sind 30–35 Meter (das exakte Ellenmaß ist nicht bekannt). Der Bau dauerte über zwölf Jahre (etwa 304–292 v. Chr.). Bildhauer und Leiter der Bronzegusswerkstatt war Chares von Lindos, ein Schüler des Lysippos von Sikyon. Die Technik, nach der in der Gusswerkstatt gearbeitet wurde, muss heute rekonstruiert werden. Neuere Funde auf Rhodos machen aber wahrscheinlich, dass die Figur in der Nähe ihres Standortes in großen Einzelstücken gegossen wurde.
Verwirrung stiftet die scheinbar ausführliche Überlieferung des Philon von Byzanz zur Gusstechnik. Philon behauptet, man habe die Figur am Standort Etage für Etage aufeinander gegossen. Nach Fertigstellung der ersten Etage habe man diese von außen unter einer Erdanschüttung verborgen und darauf dann die zweite Etage gegossen und so weiter. Im Inneren der Figur habe man von Anfang an Eisengerüste und Steine zur Stabilisierung eingesetzt und mit hochgezogen. 500 Talente Bronze (15 Tonnen) und 300 Talente Eisen (etwa 9 Tonnen) seien verwendet worden. Der Bau habe so viel Rohmaterial verschlungen, dass die damals bekannten Kupfererzquellen zu versiegen drohten. Grund für die ungewöhnliche Gussmethode sei gewesen, dass man große Einzelteile nicht habe transportieren können.
Der Text Philons ist vermutlich der frühe Versuch, die niemals aufgeschriebene und daher schon in der Antike verlorene Gusstechnik der Riesenfigur zu rekonstruieren. Der Autor, selbst kein Handwerker, vermischt Richtiges mit Falschem. So konnten in der Antike sehr wohl große Gussstücke transportiert werden, waren sie doch leichter als die riesigen Marmorteile, die im Tempelbau verwendet wurden. Der Bronzeguss in Etagen ist zwar technisch möglich, allerdings spricht die archäologisch nachgewiesene Technik dagegen, dass er in Rhodos zum Einsatz kam. Außerdem wäre bei der Methode Philons ein riesiger Berg aufgeschüttet worden. Der Abraum dieses Berges müsste deutliche Spuren in Rhodos hinterlassen haben, auf die man in achtzig Jahren archäologischer Ausgrabungen in der Stadt nicht gestoßen ist.
Der Koloss von Rhodos wird in der antiken Literatur häufig erwähnt – gerne als Beispiel für übertriebene Größe und Größenwahn. In diesen Kontext gehört auch folgende Anekdote: „Die Rhodier, die zunächst eine mittelgroße, etwa 18 Meter hohe Statue bei Chares bestellten und den Preis festlegten, änderten den Auftrag und verdoppelten die Maße. Chares merkte zu spät, dass er den achtfachen statt den doppelten Preis hätte fordern müssen. Er ging an dem Auftrag bankrott, was ihn dann in den Selbstmord trieb.“

## Standort
Antike Autoren machen zum Standort des Helioskolosses von Rhodos keine Andeutung. Möglicherweise war dieses Wissen zu selbstverständlich. Aus dem historischen Zusammenhang lässt er sich jedoch erschließen, denn es handelte sich um ein Weihgeschenk. Die Weihinschrift ist wahrscheinlich in der Anthologia Palatina erhalten. Das monumentalste Weihgeschenk, das die Rhodier jemals ihrem Gott aufgestellt haben, kann nur im wichtigsten Heiligtum des Stadtstaates, dem Helios-Heiligtum, gestanden haben. Solche Weihungen haben auch in den Heiligtümern anderer griechischer Stadtstaaten Tradition.
Allerdings ist der Standort des Helios-Heiligtums von Rhodos bisher unbekannt. Verschiedene Vorschläge wurden gemacht: auf der Mole St. Nikolaus (Wolfram Hoepfner, siehe unten), auf der Akropolis (19. Jahrhundert), an Stelle des mittelalterlichen Großmeisterpalastes am Abhang der Akropolis (zwischenzeitlich, schon wieder verworfen). Neu ist der Vorschlag von Ursula Vedder, dem zufolge die Benennung für Tempel und Heiligtum oberhalb der Stadion-Terrasse von Rhodos als Heiligtum und Tempel des Apollon Pythios (Pythion) nicht zu halten ist. Oberhalb des Stadions, in dem jährlich Spiele zu Ehren von Helios durchgeführt wurden, befinde sich demnach in Wirklichkeit das lang gesuchte Helios-Heiligtum. Das Gelände ist zwar bereits 1938 ausgegraben und als archäologischer Park hergerichtet, bisher aber noch nicht ausführlich untersucht worden. Der Nachweis der Lokalisierung steht aus.

## Zerstörung
Ein starkes, heute in das Jahr 226/225 v. Chr. datiertes Erdbeben, das große Zerstörungen in der Stadt hervorrief, brachte auch den Koloss von Rhodos zum Einsturz; eine Quelle besagt, dass das Beben ihn in den Knien einknicken ließ. Laut Plinius dem Älteren überdauerte das Standbild nur 66 Jahre, damit war es das kurzlebigste der sieben Weltwunder. Nach diesem Erdbeben bekam Rhodos finanzielle Unterstützung aus ganz Griechenland. Ein König, vielleicht Ptolemaios III. Euergetes, versprach auch Geldmittel, um den Koloss wieder aufrichten zu lassen. Die Rhodier ließen die Bronzeteile jedoch aus Furcht vor einem neuen Sturz liegen. Laut Plinius sei ein Orakel der Grund gewesen. In einem Scholion wird für das Sprichwort „Ein Übel, das gut liegt, soll man nicht von der Stelle bewegen“ der liegende Koloss als erklärendes Beispiel angeführt. Noch etwa 880 Jahre konnten die Besucher des Heiligtums die Trümmer sehen. Laut einer Beschreibung Plinius’ des Älteren klafften in den zerbrochenen Gliedern riesige Höhlungen und nur sehr große Männer vermochten den Daumen der Statue mit den Armen zu umfassen.
Nach einer Überlieferung, die anscheinend auf die verlorene Chronik des Theophilos von Edessa zurückgeht und mit Abweichungen bei Theophanes, Agapios von Hierapolis und Michael Syrus überliefert ist, sammelten (wohl im Jahr 654) die Araber unter Muawiya, dem Feldherrn des herrschenden Kalifen Uthman ibn Affan und Gouverneur von Syrien, das Metall der Statue ein, als sie kurzfristig die Insel eroberten. Das Altmetall soll in den Orient verschifft worden sein, wo ein jüdischer Händler aus Edessa es gekauft und, nach dem Bericht des Konstantinos VII. Porphyrogennetos, mit 980 Kamelen abtransportiert habe.

## Der Koloss von Rhodos in der Kunst

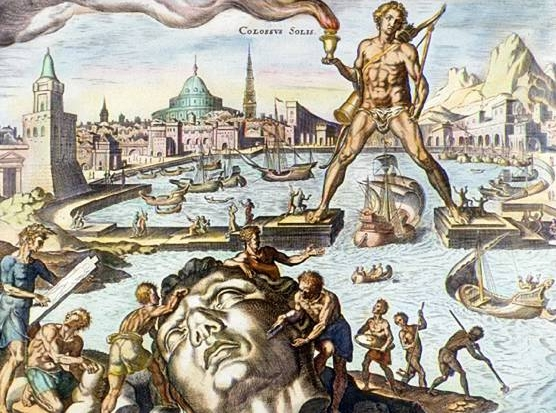
Der Koloss von Rhodos, Phantasiedarstellung von Maarten van Heemskerck aus dem 16. Jahrhundert

Eine antike Darstellung oder Beschreibung des Kolosses von Rhodos gibt es nicht. Man kann nur vermuten, dass Helios als stehender, nackter junger Mann mit langem lockigen Haar und Strahlenkranz dargestellt war. Es ist sehr wahrscheinlich, dass sein Kopf nach dem Vorbild der Münzbilder des Stadtstaates Rhodos geformt war, die seit dem späten 5. Jahrhundert v. Chr. auf Rhodos geprägt wurden.
Seit der Renaissance ist das Bild vom spreizbeinigen Koloss über der Hafeneinfahrt von Rhodos weit verbreitet. Es illustriert eine Legende, die im von Kreuzrittern beherrschten Rhodos des späten 14. Jahrhunderts aufkam, vermutlich unter dem frühen Humanisten Großmeister Jean Fernandez de Heredia. Man darf annehmen, dass sie auf eine gelehrte, aber falsche Deutung einer antiken Textquelle zurückgeht. Die Johanniter erzählten den christlichen Pilgern, die auf ihrer Reise ins Heilige Land in Rhodos Station machten, dass es in Rhodos einst ein riesiges Götzenbild gegeben habe, das mit einem Fuß auf dem Ende der St.-Nikolaus-Mole stand und mit dem anderen auf dem Ende der Mühlen-Mole. Es sei so groß gewesen, dass Schiffe jeglicher Größe unter seinen Beinen hindurch in den Hafen fahren konnten. Nach dieser Legende hat der Koloss von Rhodos mit den Füßen auf den Enden der antiken Molen gestanden und einen ca. 750 m großen Schritt gemacht.
Mit den christlichen Pilgern gelangte die Legende in den Westen. 1554 hat André Thevet in Lyon zum ersten Mal ein Bild vom spreizbeinigen Hafenwächter veröffentlicht (Cosmographie du Levant). Bis heute am bekanntesten ist jedoch die von Philipp Galle 1572 gestochene Zeichnung des Maarten van Heemskerck (Colossus Solis, in Octo Mundi Miracula), die in der Folge häufig kopiert und variiert wurde. Van Heemskerck führte das Attribut des Gefäßes mit der Flamme in der rechten Hand des Kolosses ins Bild ein. Zwar wurden im 18. Jahrhundert Zweifel an der Richtigkeit der Legende laut. Der Architekt Johann Bernhard Fischer von Erlach (Entwurf einer historischen Architektur, Wien 1721) bemerkte zum Beispiel, dass bei einer 70 Ellen hohen Statue der Schritt nicht so weit sein konnte, wie es der Wortlaut der Legende vorgab. Dennoch zeichnete auch er ein Bild in der Tradition van Heemskercks. Der Gelehrte Anne-Claude-Philippe, Comte de Caylus stellte 1752 fest, dass Legende und antike Überlieferung nicht übereinstimmten. Die Wirkung der Legende und ihrer Illustrationen bis weit in das 19. Jahrhundert beeinflusste das nicht.
Fast alle heute auf Rhodos angefertigten Souvenirs vom Koloss gehen auf das Bild des Zeichners P. J. Witdoeck in B. E. A. Rottiers von 1830 (Descriptions des Monuments de Rhodes) zurück. Ein Exemplar dieses Buches besitzt die Antikenverwaltung von Rhodos. In diese Darstellung flossen rationale Überlegungen wie die ein, dass der Feuertopf aus statischen Gründen in der Mittelachse der Figur, also über dem Kopf angenommen werden muss.
Die älteste Rekonstruktion des Kolosses von Rhodos als ruhig stehende Figur wurde 1939 von A. Gabriel publiziert. In modernen Illustrationen zu den sieben Weltwundern wird dagegen gerne auf die Rekonstruktion von H. Maryon aus dem Jahre 1956 zurückgegriffen. In jüngster Zeit machen Wolfram Hoepfner und Ursula Vedder mit Untersuchungen zum Koloss von Rhodos auf sich aufmerksam. Hoepfner rekonstruiert den Koloss von Rhodos dort, wo heute das Kastell St. Nikolaus steht. Dieser Artikel folgt den Vorstellungen von Vedder.
Der italienische Regisseur Sergio Leone drehte 1961 den Spielfilm Der Koloß von Rhodos.
Im Videospiel God of War 2 kämpft der Spieler als Kratos zu Beginn gegen den durch Zeus erweckten Koloss und schafft es, diesen zu besiegen.

## Sprachliches

### Antike Bezeichnungen
Die altgriechischen Bezeichnungen waren
- ὁ Ἥλιος Ῥόδιος ho Hélios Rhódios, deutsch ‚der rhodische Helios‘
- ὁ κολοσσὸς Ῥόδιος ho kolossòs Rhódios, deutsch ‚der rhodische Koloss‘
- ὁ ἐν Ῥόδῳ κολοσσός ho en Rhódô kolossós, deutsch ‚der Koloss in Rhodos‘

Der lateinische Name war Colossus Solis Rhodi oder Solis Colossus Rhodi.

### Etymologie von „Koloss“
Die Wörter „Koloss“ und „kolossal“ entwickelten sich aus griechisch κολοσσός kolossós über lateinisch colossus (Substantiv) bzw. colossaeus (Adjektiv). Etymologisch entstammt das Wort einer westkleinasiatischen Sprache, vermutlich dem Phrygischen, vgl. den Ortsnamen Kolossai (altgriechisch Κολοσσαί, lateinisch Colossae).
Das Wort bezeichnete ursprünglich eine Statue in menschlicher Gestalt ohne Größenbezug. Der Begriff fand um 1000 v. Chr. Eingang in das Dorische und behielt seine Bedeutung bei. Seit der Verwendung des Wortes kolossós für die Helios-Statue von Rhodos bekam es die Bedeutung „Riesenstatue“ (Kolossalstatue).

## Rekonstruktionspläne
2015 gab es Überlegungen einer Gruppe von Architekten, einen neuen Koloss von Rhodos mit einer Höhe von 150 Metern zu errichten. Die Kosten würden 250 Millionen Euro betragen, die durch Crowdfunding, Spenden und etwas Unterstützung durch die griechische Regierung zu Stande kommen sollen.